# Zanthoxylum panamense
Zanthoxylum panamense là một loài thực vật thuộc họ Rutaceae. Loài này có ở Costa Rica, Honduras, và Panama.